# Grand Prix Formule 1 van België 1973
De Grand Prix Formule 1 van België 1973 werd gehouden op 20 mei 1973 op Zolder.

## Uitslag
| Pos. | Nr. | Coureur               | Constructeur      | Rondes | Tijd / Oorzaak uitval | Grid | Punten |
| ---- | --- | --------------------- | ----------------- | ------ | --------------------- | ---- | ------ |
| 1    | 5   | Jackie Stewart        | Tyrrell-Ford      | 70     | 1:42:13.4             | 6    | 9      |
| 2    | 6   | François Cevert       | Tyrrell-Ford      | 70     | 31.84                 | 4    | 6      |
| 3    | 1   | Emerson Fittipaldi    | Lotus-Ford        | 70     | + 2:02.79             | 9    | 4      |
| 4    | 9   | Andrea de Adamich     | Brabham-Ford      | 69     | + 1 Ronde             | 18   | 3      |
| 5    | 21  | Niki Lauda            | BRM               | 69     | + 1 Ronde             | 14   | 2      |
| 6    | 22  | Chris Amon            | Tecno             | 67     | + 3 Ronden            | 15   | 1      |
| 7    | 7   | Denny Hulme           | McLaren-Ford      | 67     | +3 Ronden             | 2    |        |
| 8    | 24  | Carlos Pace           | Surtees-Ford      | 66     | +4 Ronden             | 8    |        |
| 9    | 12  | Graham Hill           | Shadow-Ford       | 65     | +5 Ronden             | 23   |        |
| 10   | 19  | Clay Regazzoni        | BRM               | 63     | Ongeluk               | 12   |        |
| 11   | 15  | Mike Beuttler         | March-Ford        | 63     | Ongeluk               | 20   |        |
| DNF  | 14  | Jean-Pierre Jarier    | March-Ford        | 60     | Ongeluk               | 16   |        |
| NC   | 20  | Jean-Pierre Beltoise  | BRM               | 56     | Niet geklasseerd      | 5    |        |
| DNF  | 11  | Wilson Fittipaldi Jr. | Brabham-Ford      | 46     | Motor                 | 19   |        |
| DNF  | 2   | Ronnie Peterson       | Lotus-Ford        | 42     | Ongeluk               | 1    |        |
| DNF  | 8   | Peter Revson          | McLaren-Ford      | 33     | Ongeluk               | 10   |        |
| DNF  | 25  | Howden Ganley         | Iso Marlboro-Ford | 16     | Ongeluk               | 21   |        |
| DNF  | 10  | Carlos Reutemann      | Brabham-Ford      | 14     | Motor                 | 7    |        |
| DNF  | 16  | George Follmer        | Shadow-Ford       | 13     | Gaspedaal             | 11   |        |
| DNF  | 17  | Jackie Oliver         | Shadow-Ford       | 11     | Ongeluk               | 22   |        |
| DNF  | 3   | Jacky Ickx            | Ferrari           | 6      | Oliepomp              | 3    |        |
| DNF  | 26  | Nanni Galli           | Iso Marlboro-Ford | 6      | Motor                 | 17   |        |
| DNF  | 23  | Mike Hailwood         | Surtees-Ford      | 4      | Ongeluk               | 13   |        |

## Statistieken
| Pole-position | Ronnie Peterson | Lotus        | 1:22.46 |
| Snelste ronde | François Cevert | Tyrrell-Ford | 1:25.42 |

## Noot
- Dit was de vijftigste Grand Prix-start voor een Braziliaanse coureur.

1925 · 1930 · 1931 · 1933 · 1934 · 1935 · 1937 · 1939 · 1947 · 1949 · 1950 · 1951 · 1952 · 1953 · 1954 · 1955 · 1956 · 1958 · 1960 · 1961 · 1962 · 1963 · 1964 · 1965 · 1966 · 1967 · 1968 · 1970 · 1972 · 1973 · 1974 · 1975 · 1976 · 1977 · 1978 · 1979 · 1980 · 1981 · 1982 · 1983 · 1984 · 1985 · 1986 · 1987 · 1988 · 1989 · 1990 · 1991 · 1992 · 1993 · 1994 · 1995 · 1996 · 1997 · 1998 · 1999 · 2000 · 2001 · 2002 · 2004 · 2005 · 2007 · 2008 · 2009 · 2010 · 2011 · 2012 · 2013 · 2014 · 2015 · 2016 · 2017 · 2018 · 2019 · 2020 · 2021 · 2022 · 2023 · 2024 · 2025 · 2026 · 2027 · 2029 · 2031
Als eretitel: 1923 (Italië) · 1924 (Frankrijk) · 1925 (België) · 1926 (San Sebastián) · 1927 (Italië) · 1928 (Italië) · 1930 (België) · 1947 (België) · 1948 (Zwitserland) · 1949 (Italië) · 1950 (Groot-Brittannië) · 1951 (Frankrijk) · 1952 (België) · 1954 (Duitsland) · 1955 (Monaco) · 1956 (Italië) · 1957 (Groot-Brittannië) · 1958 (België) · 1959 (Frankrijk) · 1960 (Italië) · 1961 (Duitsland) · 1962 (Nederland) · 1963 (Monaco) · 1964 (Groot-Brittannië) · 1965 (België) · 1966 (Frankrijk) · 1967 (Italië) · 1968 (Duitsland) · 1972 (Groot-Brittannië) · 1973 (België) · 1974 (Duitsland) · 1975 (Oostenrijk) · 1976 (Nederland) · 1977 (Groot-Brittannië)
Als alleenstaande race: 1983 · 1984 · 1985 · 1993 · 1994 · 1995 · 1996 · 1997 · 1999 · 2000 · 2001 · 2002 · 2003 · 2004 · 2005 · 2006 · 2007 · 2008 · 2009 · 2010 · 2011 · 2012 · 2016